# Elisabeth von Bayern (1443–1484)

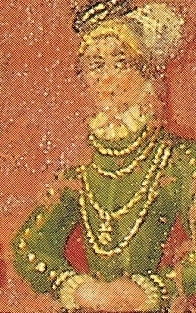
Elisabeth von Bayern, Kurfürstin von Sachsen

Elisabeth von Bayern (* 2. Februar 1443 in München; † 5. März 1484 in Leipzig) war eine Prinzessin von Bayern-München und durch Heirat Kurfürstin von Sachsen.

## Leben
Elisabeth war eine Tochter des Herzogs Albrechts des Frommen von Bayern (1401–1460) aus dessen Ehe mit Anna (1420–1474), Tochter des Herzogs Erich I. von Braunschweig-Grubenhagen.
Sie heiratete am 25. November 1460 in Leipzig den nachmaligen Kurfürsten Ernst von Sachsen (1441–1486). Die Verlobung fand schon zehn Jahre davor statt und die Ehe hätte laut Heiratsabrede schon 1456 vollzogen sein sollen. Für die gemeinsame Hofhaltung wurde ab 1468 das Residenzschloss in Dresden umgebaut und auf dem Meißner Burgberg ab 1471 die alte Burg durch einen neuen Schlossbau errichtet, die später sogenannte Albrechtsburg. Für die sorgfältige Erziehung ihrer Kinder und vor allem deren wissenschaftliche Ausbildung zeigte sich Elisabeth wesentlich mitverantwortlich. Die Ehe des Kurfürstenpaares galt als glücklich und Ernst liebte seine Gemahlin innig.
Die Kurfürstin, die als Stammmutter des ernestinischen Hauses gilt, starb 41-jährig nach längerer Krankheit. In der letzten Zeit war sie bettlägerig und zu ihrer Pflege wurde ein Bett mit Rädern und Hebezug benutzt. Elisabeth starb fast gleichzeitig mit ihrem Sohn Adalbert und ihrer Schwiegermutter Margarete. Ernst folgte seiner Gemahlin im August 1486 in den Tod. Elisabeths Sohn Friedrich der Weise soll Spalatin berichtet haben, dass er seinerzeit von einem Begräbnis zum nächsten geritten sei.
Sie wurde in der Universitätskirche St. Pauli zu Leipzig bestattet.

## Nachkommen

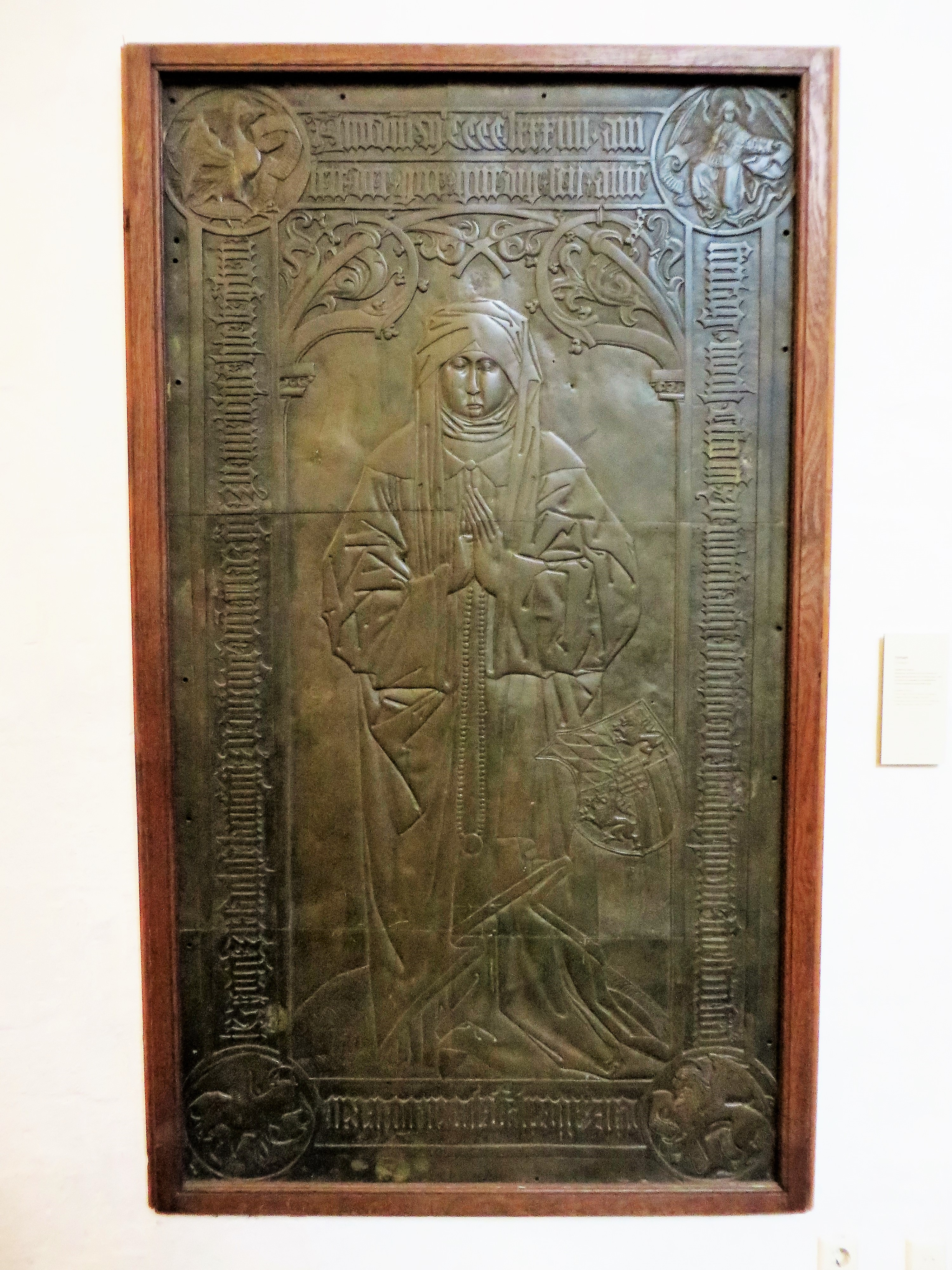
Epitaph Elisabeth von Sachsen

Aus ihrer Ehe hatte Elisabeth folgende Nachkommen:
- Christine (1461–1521)

⚭ 1478 König Johann I. von Dänemark, Norwegen und Schweden (1455–1513).
- Friedrich der Weise (1463–1525), Kurfürst von Sachsen
- Ernst (1464–1513), Erzbischof von Magdeburg, Administrator von Halberstadt
- Adalbert (1467–1484), Administrator des Erzbistums Mainz.
- Johann der Beständige (1468–1532), Kurfürst von Sachsen

⚭ 1. 1500 Prinzessin Sophie von Mecklenburg-Schwerin (1481–1503)
⚭ 2. 1513 Prinzessin Margarete von Anhalt (1494–1521)
- Margarete (1469–1528)

⚭  1487 Herzog Heinrich von Braunschweig-Lüneburg (1468–1532)
- Wolfgang (1473–1478)